# Ilhéus Secos
Ilhéus Secos (zn. także jako Ilhéus do Rombo) – grupa niewielkich, bezludnych wysepek w Republice Zielonego Przylądka. Wysepki w całości objęte są ochroną. Główne wysepki to Ilhéu de Cima oraz Ilhéu Grande.
Ilhéus Secos położone są na północ od wyspy Brava oraz na zachód od wyspy Fogo.
Teren wysepek został zakwalifikowany jako ostoja ptaków IBA przez BirdLife International, wysepki zamieszkują m.in. fregaty (Pelagodroma marina), nawałniki białorzytne czy głuptaki białobrzuche. Na wyspie Ilhéu de Cima zaobserwowano także żółwie morskie. Stwierdzono także występowanie gekona Tarentola protogigas.